# Arsaces I
Arsaces I was koning van de Parthen van ca. 247 v.Chr. tot 211 v.Chr.. Hij was de stichter van de dynastie van de Arsaciden en de eerste koning van het Parthische rijk.

## Afkomst
Arsaces was de aanvoerder van de Parni, een Skythische nomadenstam uit de woestijn ten oosten van de Kaspische Zee. Volgens een latere traditie, overgeleverd door Arrianus, zou hij afstammen van Artaxerxes II (uit de oude Perzische dynastie van de Achaemeniden), maar moderne geschiedkundigen twijfelen aan de historische betrouwbaarheid van Arrianus. Dat Arrianus deze traditie als feit vermeldt, kan echter wel worden gezien als illustratie van het succes van de Arsacidische propaganda op dit punt.

## Stichter van het rijk van de Parthen
Parthië was in de tijd van de Achaemeniden een provincie van het oude Perzische Rijk. Alexander de Grote lijfde het in bij het grote hellenistische rijk dat ontstond als gevolg van zijn veroveringen. Na Alexanders dood maakte Parthië deel uit van het rijk van de Seleuciden.
In 261 v.Chr. besteeg Antiochus II de Seleucidische troon. Hij was op dat moment al in oorlog met de Ptolemaeën in Egypte. Een paar jaar later kwam Diodotus I van het naast Parthië gelegen Bactrië in opstand tegen Antiochus, waardoor deze gedwongen was op twee fronten te strijden. Voor Arsaces was dit de ideale situatie ook tegen Antiochus ten strijde te trekken. Vanaf plm. 250 v.Chr. veroverde Arsaces langzaam maar zeker het gebied van Parthië en wist hij de Seleucidische gouverneur Andragoras te verdrijven. In 247 werd hij in Arshak gekroond tot koning van de Parthen. In 238 v.Chr. had hij heel de oude Perzische provincie Parthië onder controle. Hij noemde zijn rijk naar de oude provincie en bracht zijn stam ertoe het nomadenbestaan op te geven en zich in Parthië te vestigen. Seleucus II Callinicus, die in 246 Antiochus II was opgevolgd, ondernam nog wel verschillende veldtochten tegen Arsaces in een poging het gebied weer terug te veroveren, maar Arsaces wist de aanvallen af te slaan. Ook tegen aanvallen van koning Diodotus I van het opkomende Bactrië bood hij met succes weerstand. Toen in Bactrië Diodotos I door zijn zoon Diodotus II werd opgevolgd, sloten Arsaces en hij vrede. Zo wist hij stabiliteit te brengen in het Parthische rijk.

## Arsaces en Tiridates
Volgens Arrianus sneuvelde Arsaces tijdens de verovering van Parthië en werd hij in 247 opgevolgd door zijn broer Tiridates I. Mede op basis van de relatief grote hoeveelheid munten die van Arsaces zijn teruggevonden, zijn moderne historici van mening dat Arrianus het bij het verkeerde eind heeft. Zij volgen gewoonlijk Junianus Justinus, die stelt dat Arsaces I door Arsaces II wordt opgevolgd en daarmee geen ruimte laat voor een regering van Tiridates. Arrianus' verwijzingen naar Tiridates worden dan meestal betrokken op Arsaces. Arsaces' regering wordt tegenwoordig dan ook gedateerd tot aan 211, toen Arsaces II de Parthische troon besteeg. Sommigen houden het evenwel voor mogelijk dat Tiridates vanaf 247 als co-regent van Arsaces optrad. Dit zou dan een verklaring kunnen zijn voor de verwarring bij Arrianus.

## Arsaces als naamgever van de dynastie
De dynastie van de Arsaciden regeerde Parthië tot 224 na Chr. Blijkens gevonden Parthische munten droegen alle koningen uit de dynastie de naam Arsaces als troonnaam. In de literatuur (zowel primaire bronnen als werken van moderne historici) worden de Parthische koningen echter aangeduid met de naam die zij voor hun troonsbestijging al hadden, zodat alleen Arsaces I en Arsaces II zo genoemd worden.
Op munten van Arsaces I, maar ook op die van zijn opvolgers, staat de naam van de koning zowel in het Grieks als in het Aramees vermeld.